# Trumpchi GS3
La Trumpchi GS3, venduta come GAC GS3 al di fuori del mercato cinese, è un'autovettura prodotta dal 2017 dalla casa automobilistica cinese Trumpchi, divisione della GAC Group.

## Descrizione
La GS3, che è basata sulla stessa piattaforma della berlina Trumpchi GA3S, ha debuttato al Salone dell'Auto di Chengdu 2017 e al Salone dell'Auto di Detroit 2018, per poi essere lanciata sul mercato automobilistico cinese nel 2018. I motori disponibili sono due quattro cilindri, di cui un turbo da 1,3 litri che produce 137 CV e un 1,5 litri aspirato che produce 114 CV, entrambi abbinati a un manuale a 5 marce o a un automatico a 6 marce.
La GA3 è stata lanciata nelle Filippine nell'ottobre 2019.